# بحيرة بوهي
بحيرة بوهي هي بحيرة عذبة تقع في بلدية بوهي ضمن مقاطعة كامارينس سور في إقليم بيكول جنوب جزيرة لوزون في الفلبين، تشكّلت البحيرة نتيجة لانهيار أرضي قديم على منحدرات جبل أسرُغ البركاني.

تشتهر البحيرة بكونها الموطن الأصلي لسمكة سيناروغان (Sinarapan)، التي تُعد من أصغر أنواع الأسماك الصالحة للأكل في العالم، إضافة إلى أنواع أخرى مثل البلطي والكارب.
وتُعد البحيرة من الوجهات السياحية المهمة في المنطقة، حيث يقصدها الزوار لمشاهدة المناظر الطبيعية المحيطة بها، والقيام بأنشطة صيد الأسماك، بالإضافة إلى التمتع بأجواء الهدوء التي توفرها الجبال والبركان المجاور.